# Sozialversicherungsanstalt der Bauern

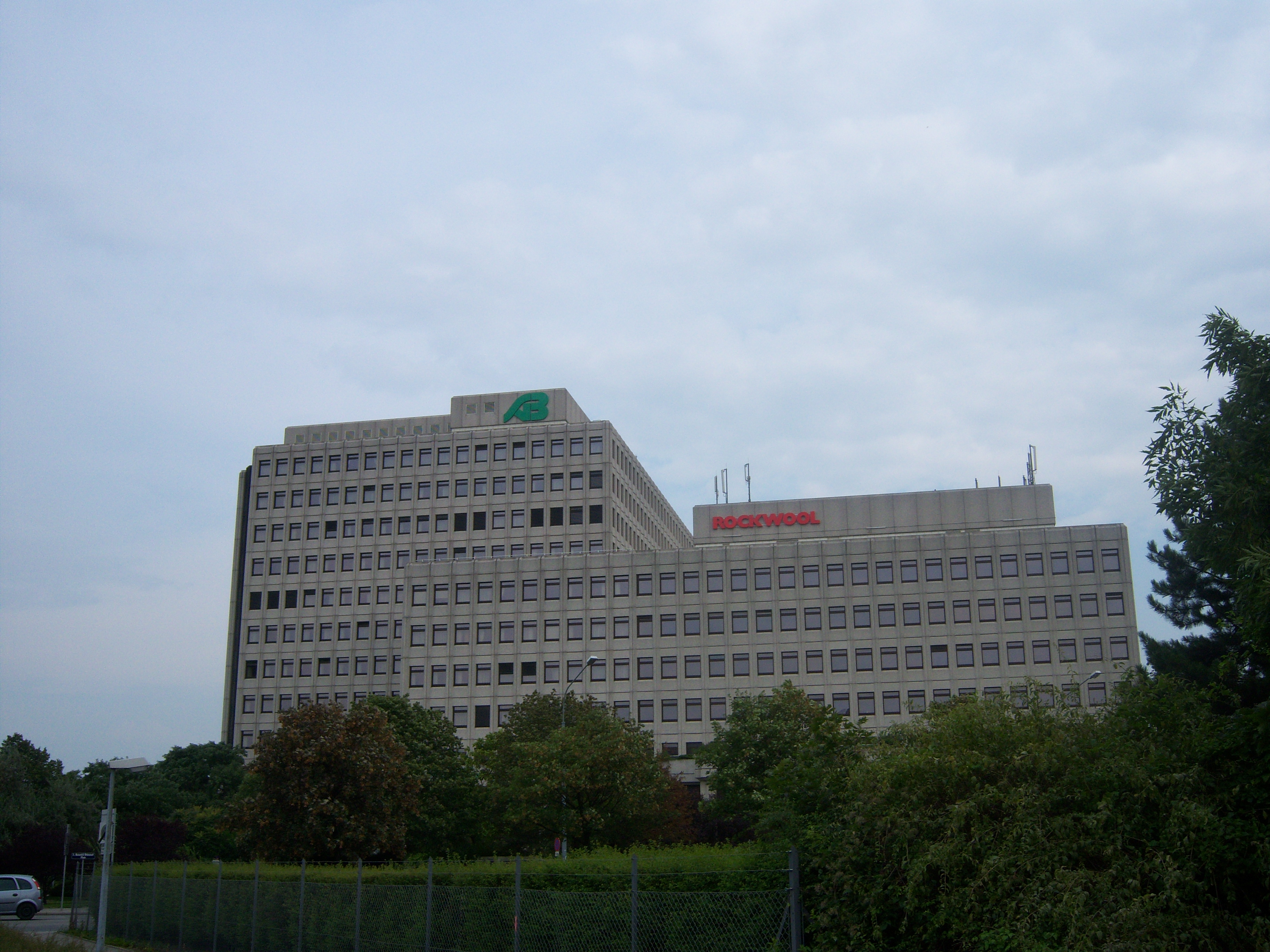
Zentrale der SVB

Die Sozialversicherungsanstalt der Bauern (SVB) führte bis 2019 sowohl die Krankenversicherung als auch die Unfall- und Pensionsversicherung der bäuerlichen Familien in Österreich durch.
Die Grundlage für die Zuständigkeit für Versicherungs- und Leistungspflicht in diesen Bereichen der Sozialversicherung war das Bauernsozialversicherungsgesetz.  Die SVB hatte ihre Hauptstelle in Wien (diese bildete zugleich das Regionalbüro Niederösterreich/Wien) sowie sieben weitere Regionalbüros in den Bundesländern Burgenland, Oberösterreich, Salzburg, Tirol, Vorarlberg, Steiermark und Kärnten.

## Geschichte
Die SVB wurde 1974 gegründet und war im Vergleich zu anderen Versicherungen relativ jung. Die Unfallversicherung für selbstständige Landwirte ging aber bereits auf das Jahr 1929, durch das Landarbeiterversicherungsgesetz, zurück. 1958 wurde erstmals eine Rente für Bauern im Alter bzw. bei Erwerbsunfähigkeit oder Tod eingeführt. 1969 wurde aus dieser sogenannten „Zuschussrente“ eine vollwertige Pension. 1966 bekamen alle selbstständigen Bauern durch das Bauernkrankenversicherungsgesetz eine Krankenversicherung.
1974 vereinten sich die Bauernkrankenkasse, die Land- und Forstwirtschaftliche Sozialversicherungsanstalt sowie die Pensionsversicherungsanstalt der Bauern zur Sozialversicherungsanstalt der Bauern (SVB).
Karl Donabauer war von 1988 bis 2012 als Obmann der SVB tätig. Er wurde von Theresia Meier als neuer Obfrau abgelöst.
Fusionierung
Am 1. April 2019 fand die konstituierende Sitzung des SVS-Überleitungsausschusses statt, jenes Gremium, das mit der Umsetzung der Fusion der SVB mit der Sozialversicherungsanstalt der gewerblichen Wirtschaft (SVA) zur Sozialversicherungsanstalt der Selbständigen (SVS) betraut wurde.
Am 1. Jänner 2020 wurde die SVB mit SVA zur SVS fusioniert.

## Online-Services
Die SVB verwendete die sogenannte BETHI-Betriebshilfe Maschinenring Formularmappe, wodurch die Administration sowie die Kommunikation des jeweilig zuständigen Maschinen- bzw. Betriebshilferings und der SVB vereinfacht wurden. Mit dieser Formularmappe konnte beim Ausfall einer Arbeitskraft online ein Ersatz angefordert werden. Die Einsatzmeldung, sowie die Abrechnung erfolgte dann direkt über die Formularmappe, welche vom österreichischen Unternehmen aforms  entwickelt wurde. Der Softwarehersteller war ein  Anbieter von Formularlösungen im E-Government und E-Business-Bereich sowie Partner der öffentlichen Verwaltung.